# 小梅氏鯿
小梅氏鳊（学名：Metzia parva），又稱小梅茨魚，為輻鰭魚綱鯉形目鲴科梅氏鳊属的其中一種。分布於亞洲中國廣西壯族自治區澄江流域，本魚體細長而側扁，頭短，吻鈍，口亞上位，嘴斜裂，體被中圓鱗，側線明顯，側線鱗42-47枚，背鰭軟條10枚、臀鰭軟條15-17枚，尾鰭深分叉，體色銀白色，背部灰色，延體側中央有一條黑色斑點組成的縱紋，體長可達5.8公分，棲息在河川表層水域，生活習性不明。

## 扩展阅读
維基物種上的相關：小梅氏鳊